# Anthurium macrourum
Anthurium macrourum är en kallaväxtart som beskrevs av Luis Aloysius, Luigi Sodiro. Anthurium macrourum ingår i släktet Anthurium och familjen kallaväxter. Inga underarter finns listade.